# 莫斯季西卡德魯吉
49°49′11″N 23°2′18″E / 49.81972°N 23.03833°E
莫斯季西卡德魯吉（烏克蘭語：Мостиська Другі），是烏克蘭西部的村莊，隸屬利維夫州的亞沃里夫區。該村始建於1978年，面積0.8平方公里，2001年人口965，人口密度每平方公里1,206.25人。